# Großsteingrab Lille Værløse
Das Großsteingrab Lille Værløse ist eine megalithische Grabanlage der jungsteinzeitlichen Nordgruppe der Trichterbecherkultur im Kirchspiel Værløse in der dänischen Kommune Furesø.

## Lage
Das Grab liegt nördlich von Værløse und südlich des Farum Sø im nördlichen Teil des Feuchtwiesengebiets Sækken. In der näheren Umgebung gibt bzw. gab es zahlreiche weitere megalithische Grabanlagen.

## Forschungsgeschichte
Im Jahr 1938 führten Mitarbeiter des Dänischen Nationalmuseums eine Dokumentation der Fundstelle durch. Eine weitere Dokumentation erfolgte 1991 durch Mitarbeiter der Forst- und Naturbehörde.

## Beschreibung
Die Anlage besitzt eine runde Hügelschüttung mit einem Durchmesser von etwa 10 m und einer erhaltenen Höhe zwischen 0,3 m und 0,4 m. Die Umfassung befindet sich nicht am Hügelfuß, sondern auf dem Hügel. Sie hat einen Innendurchmesser von 5 m in Nord-Süd-Richtung bzw. 4 m in Ost-West-Richtung. Sie besteht aus zwölf Steinen, von denen der nördlichste und der südlichste die größten sind.
In der Mitte des Hügels befindet sich eine Grabkammer, die als Urdolmen anzusprechen ist. Sie ist nord-südlich orientiert und hat einen rechteckigen Grundriss. Sie hat eine Breite von 0,8 m. Die Kammer besteht aus je einem Wandstein im Norden, Westen und Osten. Die Südseite ist offen. Der Deckstein fehlt.